# Hippeastrum argentinum
Hippeastrum argentinum är en amaryllisväxtart som först beskrevs av Ferdinand Albin Pax, och fick sitt nu gällande namn av Armando Theodoro Hunziker. Hippeastrum argentinum ingår i släktet amaryllisar, och familjen amaryllisväxter. Inga underarter finns listade i Catalogue of Life.